# 루벤 그린
루벤 그린(영어: Reuben Greene, 1938년 11월 24일 ~ )은 미국의 배우이다.

## 영화
- 믹키 앤 닉키 (1976년)
- 밴드의 소년들 (1970년)